# Helton Leite
Helton Brant Aleixo Leite (Belo Horizonte, 2 novembre 1990) è un calciatore brasiliano, portiere del Fortaleza.

## Carriera
Ha esordito il 1º maggio 2011 con la maglia del J. Malucelli in occasione di un match del Campionato Paranaense perso 2-1 contro l'Operário-PR.